# Илсхан-Юртовское сельское поселение
Илсхан-Юртовское се́льское поселе́ние — муниципальное образование в Курчалоевском районе Чечни Российской Федерации.
Административный центр — село Иласхан-Юрт.

## История
Статус и границы сельского поселения установлены Законом Чеченской Республики от 27 февраля 2009 года № 19-р «Об образовании муниципального образования Гудермесский район и муниципальных образований, входящих в его состав, установлении их границ и наделении их соответствующим статусом муниципального района, городского и сельского поселения».
1 января 2020 года территория Илсхан-Юртовского сельского поселения передана из состава Гудермесского района в состав Курчалоевского района.

## Население
| 2010  | 2012  | 2013  | 2014  | 2015  | 2016  | 2017  |
| ----- | ----- | ----- | ----- | ----- | ----- | ----- |
| 5041  | ↗5215 | ↗5239 | ↗5347 | ↗5477 | ↗5569 | ↗5680 |
| 2018  | 2019  | 2020  | 2021  | 2023  | 2024  |       |
| ↗5805 | ↗5889 | ↗5998 | ↘5862 | ↗6002 | ↗6085 |       |

## Состав сельского поселения
| № | Населённый пункт | Тип населённого пункта | Население |
| - | ---------------- | ---------------------- | --------- |
| 1 | Иласхан-Юрт      | село                   | ↗6085     |